# 孙大业
孙大业（1937年7月25日—2025年7月7日），汉族，中国细胞生物学家。生于浙江杭州。1959年毕业于北京农业大学农学系。河北师范大学教授。2001年当选为中国科学院院士。

## 生平
1937年出生于浙江省杭州市。1959年毕业于北京农业大学农学系，随后在河北师范大学生物系任教至今。孙大业早年主要从事棉花、小麦和玉米的高产栽培、营养诊断与杂种优势的研究。在1981年访美后，开始从事于植物细胞信号转导方面研究的工作。1981年至1983年，孙大业在美国德克萨斯大学植物学系和贝勒大学医学院细胞生物学系进修。1991年被评为教授，同年主持建设了河北师范大学植物学的硕士点。1993年被中国农业大学聘为博士生导师。2001年当选中国科学院生命科学和医学学部院士。2002年荣获何梁何利科技进步奖，他将奖金20万元人民币转设为学校奖励基金，用于奖励理学系每年一篇最优秀的论文作者。2003年3月，被选为第十届全国人民代表大会代表。

## 荣誉
孙大业于1988年荣获河北省科技精英荣誉称号，次年荣获河北省有突出贡献的中青年专家称号。1990年和1995年荣获两次河北省科技进步一等奖。1993年，曾获宪梓教育奖，1995年荣获河北省管优秀专家称号和全国优秀教师称号。1998年，荣获国家教委科技进步二等奖。2002年荣获何梁何利科技进步奖。2003年被授予河北省五一劳动奖章。2004年，荣获河北省优秀专业技术人才荣誉称号。同年，荣获河北省院士特殊贡献奖。2009年获得河北省人民政府科学技术与突出贡献奖。次年荣获国家自然科学二等奖。2017年被中共河北省委宣传部、河北省教育厅授予“美丽河北最美教师”荣誉称号。